# 1966 no Brasil
Esta é uma cronologia dos fatos acontecimentos de ano 1966 no Brasil.

## Incumbente
- Presidente do Brasil -  Humberto de Alencar Castelo Branco (15 de abril de 1964 - 15 de março de 1967)

## Eventos
- 5 de fevereiro: É decretado o Ato Institucional N° 3, que institui as eleições indiretas para governador e vice-governadores e a nomeação de prefeitos.[1]
- 21 de fevereiro: O jogador de futebol Pelé casa-se com Rosemeri dos Reis Cholbi às 8h30.[2]
- 5 de junho: Ademar Pereira de Barros é afastado do cargo de governador de São Paulo e cassado pelo presidente Castelo Branco.[3][4]
- 6 de junho: O líder do Partido Comunista Brasileiro, Luís Carlos Prestes, é condenado a 14 anos de prisão.[5]
- 25 de julho: Um atentado a bomba contra o marechal Artur da Costa e Silva, candidato a presidente do Brasil, no aeroporto de Guararpes, em Recife, Pernambuco, deixa três mortos e vários feridos.[6]
- 13 de setembro: Presidente Humberto de Alencar Castelo Branco sanciona a lei, que estabelece o Fundo de Garantia por Tempo de Serviço (FGTS).[7]
- 3 de outubro: O candidato da Aliança Renovadora Nacional, Artur da Costa e Silva, é eleito presidente do Brasil pelo Congresso Nacional com 295 votos na eleição presidencial indireta.[8]

## Nascimentos
- 18 de janeiro: André Ribeiro, ex-automobilista (m. 2021).
- 19 de janeiro: Ailton Ferraz, treinador de futebol e ex-futebolista.
- 17 de junho: Sikêra Júnior, apresentador de televisão.
- 12 de julho: José Mendonça Filho, ex-governador de Pernambuco.
- 15 de julho: Samuel Rosa, vocalista da banda Skank.
- 31 de agosto: Marcos Winter, ator.

## Mortes
- 15 de maio: Venceslau Brás, 9° presidente do Brasil (n. 1868).
- 31 de outubro: Antônio Carneiro Leão, educador e escritor (n. 1887).